# Hazm Al Udayn (huyện)
Huyện Hazm Al Udayn là một huyện thuộc tỉnh Ibb, Yemen. Đến thời điểm năm 2003, huyện này có dân số 79483 người